# Macroglossum troglodytus
Macroglossum troglodytus är en fjärilsart som beskrevs av Jean Baptiste Boisduval 1875. Macroglossum troglodytus ingår i släktet Macroglossum och familjen svärmare. Inga underarter finns listade i Catalogue of Life.